# クリントン男爵
クリントン男爵（英語: Baron Clinton）は、イングランド貴族の男爵位。
ジョン・ド・クリントンが1298年に叙されたのに始まる。議会招集令状による爵位であるため、男子なき場合に姉妹間に優劣のない女系継承が行われる。そのため数度にわたって停止(abeyant)と女系継承が繰り返され、クリントン家からフォーテスキュー家、ロール家、ウォルポール家、トレフューシス家(ヘプバーン＝ステュアート＝フォーブス＝トレフューシス家に改姓)、フェイン家(フェイン＝トレフューシス家に改姓)へと移った。2016年現在の爵位保持者は22代クリントン男爵ジェラルド・フェイン＝トレフューシスである。

## 歴史
ウォリックシャー・マックスストックの領主ジョン・ド・クリントン(1258頃-1310頃)が、1299年2月6日の議会招集令状でクリントン男爵として議会に召集されたのに始まる。
下って9代男爵エドワード・クリントン(1512–1585)は、テューダー朝の宮廷に長く仕えたため、1572年5月4日の勅許状でリンカーン伯爵に叙された。以降クリントン男爵位は5代リンカーン伯(13代クリントン男爵)の代までリンカーン伯位の従属爵位となった。
初代クリントン男爵から5代リンカーン伯エドワード・クリントン(-1692)まで直系での継承が続いていたが、5代リンカーン伯には子供がなかったため、彼の死とともに男系男子に限定される勅許状による爵位であるリンカーン伯位は2代リンカーン伯(10代クリントン男爵)ヘンリー・クリントン(1541–1616)に遡っての分流であるフランシス・クリントン(1635–1693)に継承された。一方男子なき場合に姉妹間に優劣のない女系継承が可能である議会召集令状による爵位であるクリントン男爵位は彼の叔母(4代リンカーン伯・12代クリントン男爵セオフィラス・クリントン(1600–1667)の娘)3人の間で優劣が決められず停止(abeyant)となった。
しかし1721年3月16日に至ってその三人のうちの一人のマーガレット(-1688頃)の娘ブリジット・フォーテスキュー(1666-1708)の息子にあたるヒュー・フォーテスキュー(1696–1751)が第14代クリントン男爵に確定した。彼はその後の1746年7月5日にグレートブリテン貴族爵位クリントン伯爵（Earl Clinton）とデヴォン州におけるキャッスルヒルのフォーテスキュー男爵（Baron Fortescue, of Castlehill in the County of Devon）に叙せられた。子供のない彼の死後、クリントン伯爵位は廃絶したが、フォーテスキュー男爵位は特別継承規定(special remainder)で異母弟マシュー・フォーテスキューに継承されている。一方クリントン男爵位は同母妹マーガレット・フォーテスキュー(1695-1760)と4代リンカーン伯の三人の娘の一人アラベラの息子サミュエル・ロール(1646-1719)の娘にあたるマーガレット・ロール(1709–1781)の間で優劣が決められず停止となった。
しかし1760年3月14日にマーガレット・フォーテスキューが子供無く死去したことでマーガレット・ロールが15代クリントン女男爵に確定。彼女はイギリス初代首相初代オーフォード伯爵ロバート・ウォルポールの息子である2代オーフォード伯爵ロバート・ウォルポール(1701-1751)と結婚していたため、彼女の死後には彼女と2代オーフォード伯の間の息子である3代オーフォード伯ジョージ・ウォルポール(1730–1791)が16代クリントン男爵位を継承した。子供のない3代オーフォード伯の死後、オーフォード伯位は叔父ホレス・ウォルポール(1717-1797)が継承したが、クリントン男爵位は休止（dormant）となった。
しかし1794年2月27日には、4代リンカーン伯の娘アラベラの娘ブリジット(1648-1721)の息子サミュエル・トレフューシス(1676-1724)の曾孫にあたるロバート・トレフューシス(1764–1797)が17代クリントン男爵に確定した。その後21代までクリントン男爵位はトレフューシス家の男系男子によって継承されていく。20代クリントン男爵チャールズ・トレフューシス(1834–1904)は1868年に勅許をえて「ヘプバーン＝ステュアート＝フォーブス＝トレフューシス（Hepburn-Stuart-Forbes-Trefusis）」に改姓している。21代クリントン男爵チャールズ・ヘプバーン＝ステュアート＝フォーブス＝トレフューシス(1863–1957)には女子2人しかなかったため、彼の死後、長女ハリエット・フェイン(1887-1958)と次女フェネラ・ボーズ＝ライアン(1889-1966)の間で停止となった。
しかし他の共同相続人の賛成により1965年3月18日には長女ハリエットの長男チャールズ・フェイン(1911-1940)の長男ジェラルド・フェイン(1934-)が22代クリントン男爵に確定した。この継承に際して彼は姓を「フェイン＝トレフューシス」に改姓している。2016年現在の爵位保持者も彼である。

## 歴代当主一覧

### クリントン家
- 初代クリントン男爵ジョン・ド・クリントン (1258頃-1310頃)
- 2代クリントン男爵ジョン・クリントン (-1335頃)
- 3代クリントン男爵ジョン・クリントン (-1398)
- 4代クリントン男爵ウィリアム・クリントン (1378–1431)
- 5代クリントン男爵ジョン・クリントン（英語版） (1410–1464)
- 6代クリントン男爵ジョン・クリントン（英語版） (1431–1488)
- 7代クリントン男爵ジョン・クリントン（英語版） (1471–1514)
- 8代クリントン男爵トマス・クリントン (1490–1517)
- 初代リンカーン伯・9代クリントン男爵エドワード・クリントン (1512–1585) 1572年にリンカーン伯爵に叙される
- 2代リンカーン伯・10代クリントン男爵ヘンリー・クリントン（英語版） (1541–1616)
- 3代リンカーン伯・11代クリントン男爵トマス・クリントン（英語版） (1568–1619)
- 4代リンカーン伯・12代クリントン男爵セオフィラス・クリントン（英語版） (1600–1667)
- 5代リンカーン伯・13代クリントン男爵エドワード・クリントン (-1692) 彼の死後、停止(abeyant)

### フォーテスキュー家
- 初代クリントン伯・第14代クリントン男爵ヒュー・フォーテスキュー (1696–1751) 先代の叔母の孫。1721年に停止解除。1749年にクリントン伯に叙される。彼の死後に停止

### ロール家
- 15代クリントン女男爵マーガレット・ロール（英語版） (1709–1781) 先代の又従兄妹。1760年に停止解除

### ウォルポール家
- 3代オーフォード伯・16代クリントン男爵ジョージ・ウォルポール (1730–1791) 先代の息子。彼の死後に休止（dormant）

### トレフューシス家
- 17代クリントン男爵ロバート・ジョージ・ウィリアム・トレフューシス（英語版） (1764–1797) 先代の又従兄弟の孫。1794年に休止解除
- 18代クリントン男爵ロバート・コットン・セント・ジョン・トレフューシス (1787–1832) 先代の息子
- 19代クリントン男爵チャールズ・ロドルフ・トレフューシス（英語版） (1791–1866) 先代の弟
- 20代クリントン男爵チャールズ・ヘンリー・ロール・ヘプバーン＝ステュアート＝フォーブス＝トレフューシス（英語版） (1834–1904) 先代の息子
- 21代クリントン男爵チャールズ・ジョン・ロバート・ヘプバーン＝ステュアート＝フォーブス＝トレフューシス（英語版） (1863–1957) 先代の息子。彼の死後に停止（abeyant)

### フェイン＝トレフューシス家
- 22代クリントン男爵ジェラルド・ネヴィル・マーク・フェイン＝トレフューシス (1934-) 先代の長女の孫。1965年に停止解除
  - 法定推定相続人は現当主の息子チャールズ・パトリック・ロール・フェイン＝トレフューシス(1962-)
    - その法定推定相続人は彼の息子エドワード・チャールズ・ロール・フェイン＝トレフューシス (1994-)